# 白條腺紋石蛾
白條腺紋石蛾（学名：Diplectrona albofasciata）为紋石蛾科腺紋石蛾屬下的一个种。